# Angela Marzullo

Makita free Angela

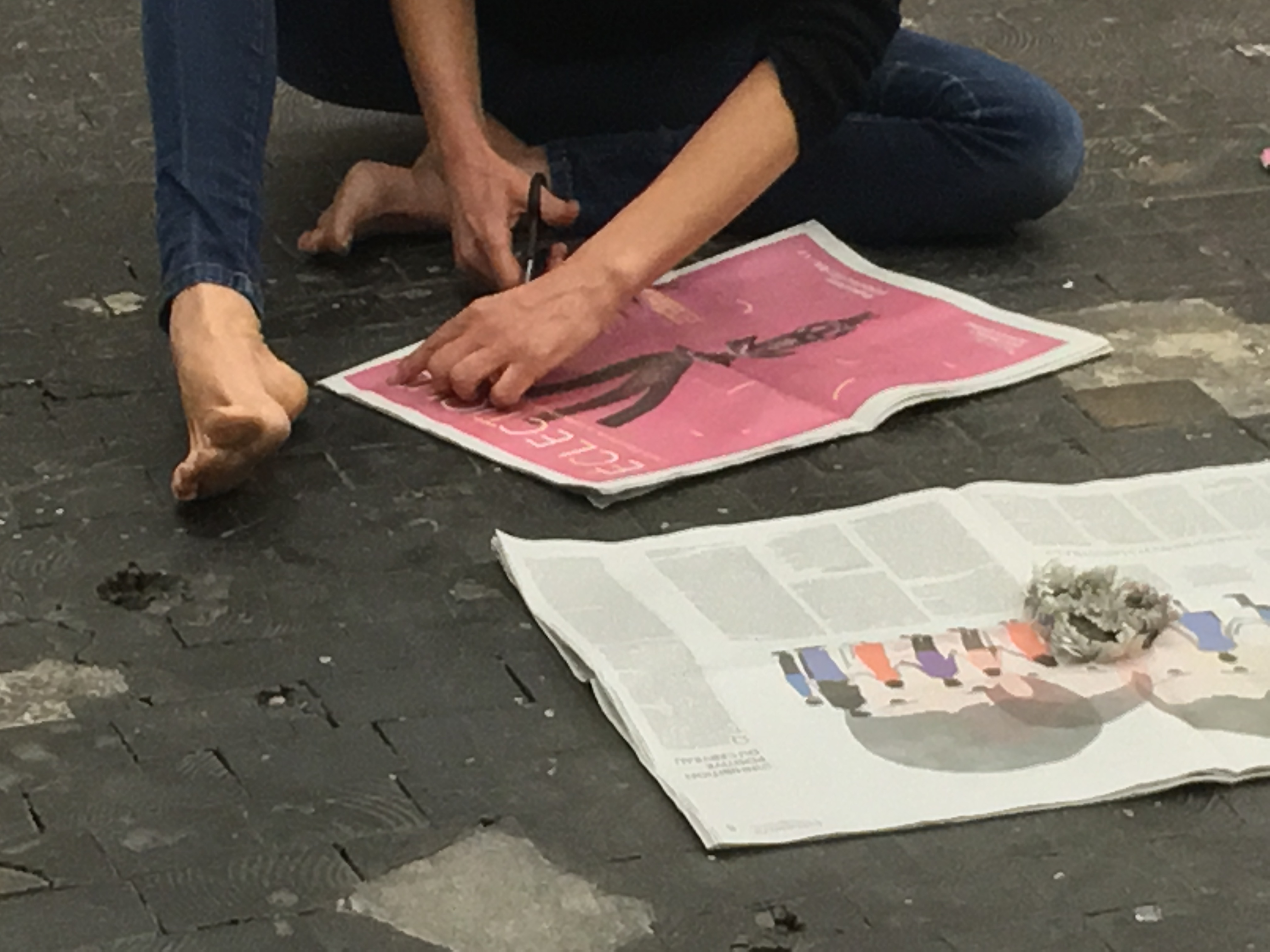
Performance durant l'exposition de retrospective Feminist Energy Crisis au Centre de la photographie de Genève le 1er février 2017

Mi scappa la pipi 2

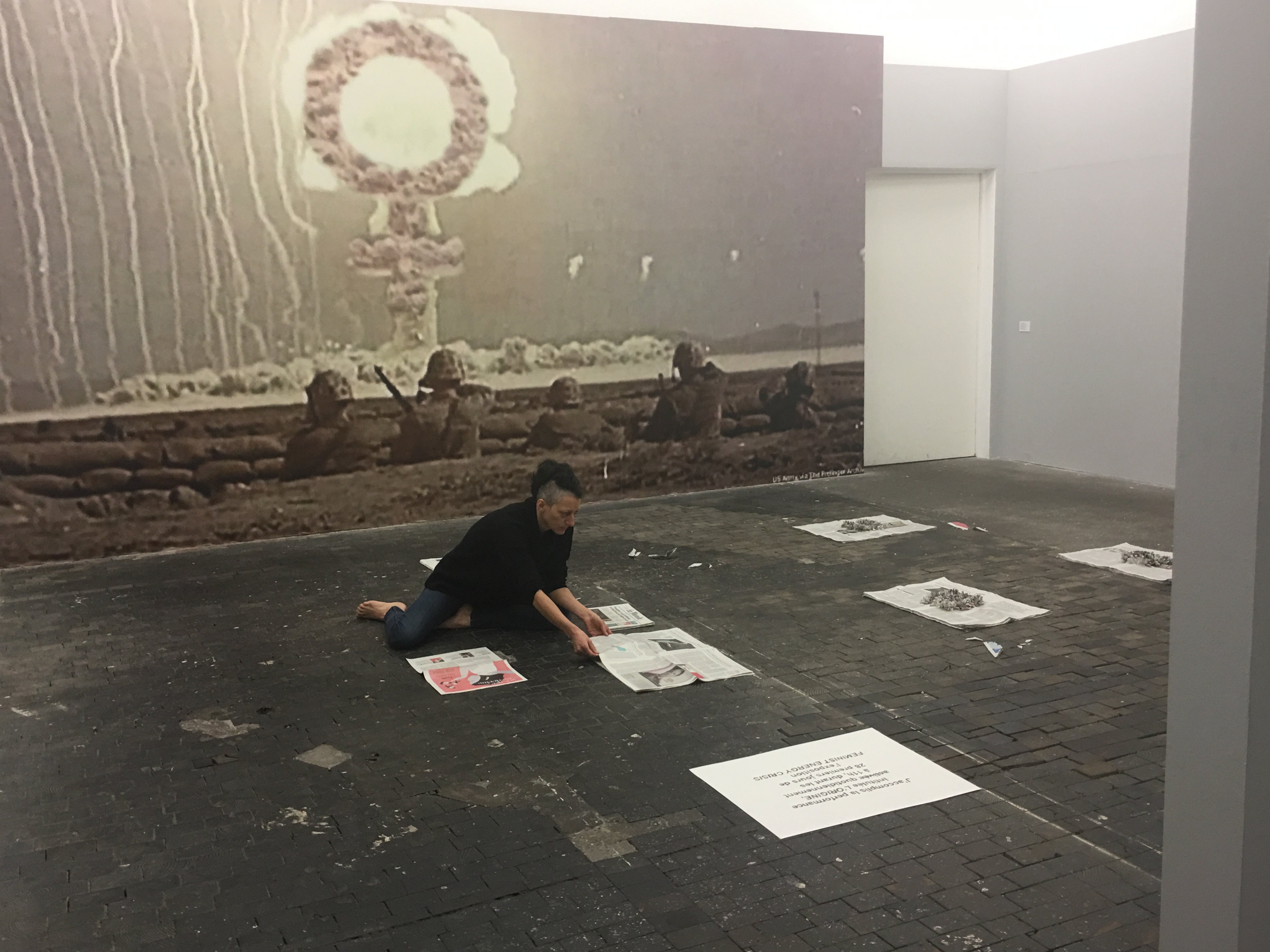
Performance durant l'exposition de retrospective Feminist Energy Crisis au Centre de la photographie de Genève le 1er février 2017

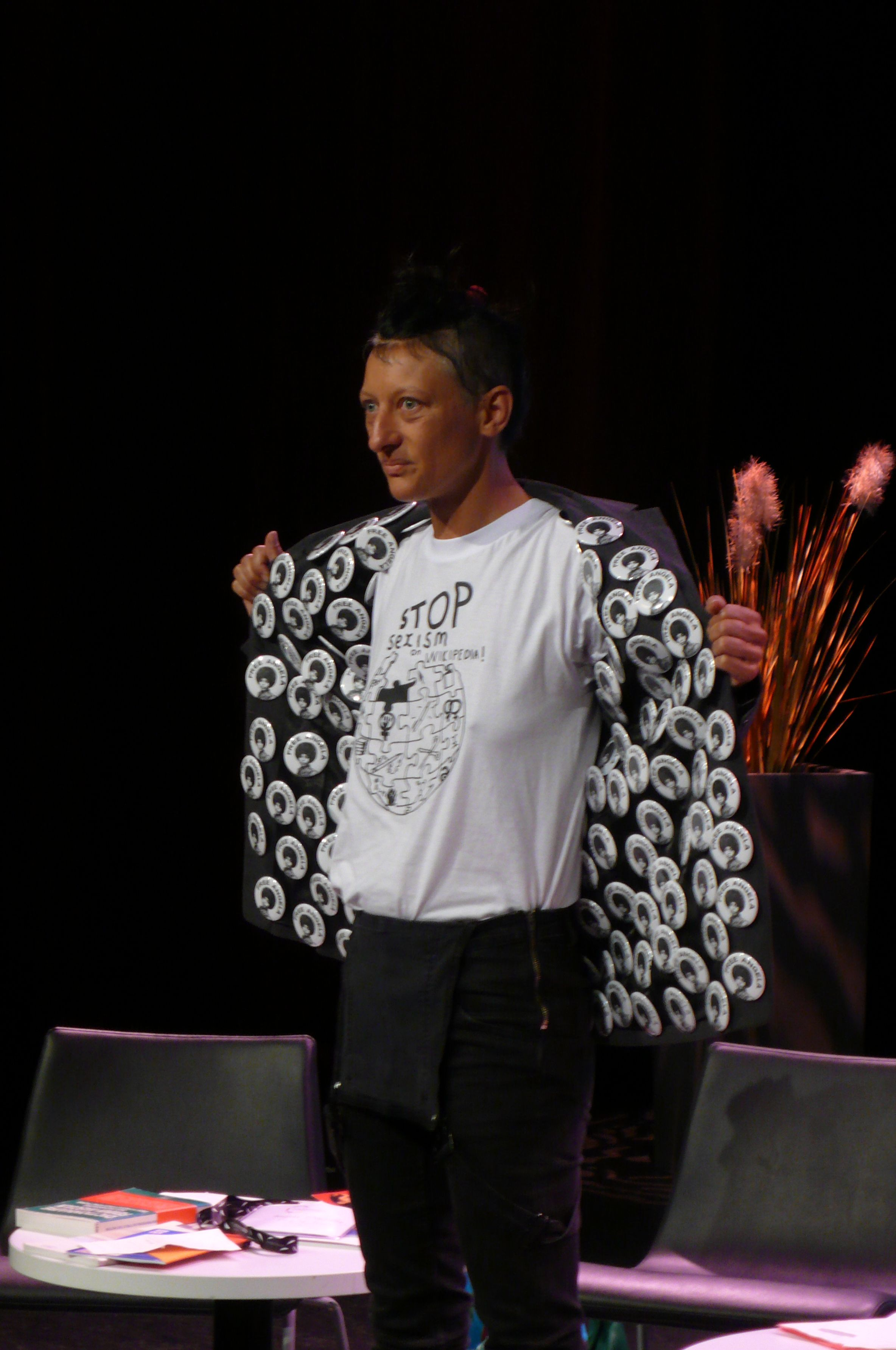
Réédition de la performance Makita free Angela avec le t-shirt Stop Sexism on Wikipedia pendant la Wikiconvention francophone de 2016, à la Halle Pajol de Paris (photo d'une amatrice prise pendant la performance)

Angela Marzullo, née en 1971 à Rümlang dans le canton de Zurich, est une artiste féministe radicale, vidéaste, Art Spunkt et performeuse italo-suisse. Elle utilise la vidéo filmée de ses performances dans une démarche de questionnements féministes.

## Biographie

### Formation
Angela Marzullo fait ses études à la Haute école d'art et de design (HEAD) de 1994 à 2004 à Genève où elle obtient son diplôme en 1999, ainsi qu'un diplôme de postgrade en « Nouveau-Media » en 2004.

### La perspective féministe de son œuvre
Angela Marzullo se définit comme une artiste féministe radicale. Elle critique les mécanismes sexistes qui construisent l'identité genrée depuis l'enfance, et envisage la culture comme une possibilité de transmission de la lutte féministe. En 2005, elle explore l'intersection des thèmes de la maternité et du féminisme avec Performing SCUM ,,. Ce travail explore la question de la modalité de transmission des thèmes féministes parfois violents à la jeune génération dans une forme expérimentale filmée, où les deux filles de l'artiste, Stella et Lucie rejouent avec des mots modifiés des scènes entre Carole Rossoupoulos et Delphine Seyrig travaillant sur le SCUM manifesto de Valérie Solenas. Cette exploration des clivages privé / public, thèmes féministes traditionnels, devient récurrente dans son œuvre.
Son œuvre Performing SCUM est mentionnée dans l'ouvrage Feminist Art theory, an anthology 1968- 2014 de Hillary Robinson.
En 2017 le Centre de la photographie de Genève organise une exposition de rétrospective de l'ensemble de son œuvre, Feminist Energy Crisis,,.

### Travail sur la territorialité du genre
En 2004, Marzullo réalise une performance filmée, Mi scappa la pipi (littéralement Moi je dois faire pipi), en se mettant en scène en train d'uriner sur la place des Nations unies à Genève et dans les allées clôturées attenantes. Ce travail explore les limites du politiquement correct tout en renversant les codes du genre.

### Problématique Queer
Angela Marzullo travaille sur les stéréotypes, plus particulièrement ceux qui sont liés à la construction sociale du genre. En 2007 dans la vidéo intitulée La tronçonneuse, elle se met en scène avec des attributs virils et découpe une paroi à la tronçonneuse,.

### Empowerment
En 2012 Marzullo écrit Makita Manifesto, un manifeste féministe appelant à une pratique féministe d'artiste révolutionnaire, dans une optique d'autonomisation dès le plus jeune âge. Ce manifeste est lu dans une performance où l'artiste apparaît habillée en playmate avec un costume réalisé en torchons de cuisine.

### Travail critique de l'esthétique
Dans Makita Gelato, en 2015, Angela Marzullo change de média et s'intéresse à la mise en esthétique du corps féminin par la photographie, en introduisant un élément disrupteur : la glace, mangée par l'artiste qui se photographie, devint dans un deuxième temps surpeinture et est appliquée sur le portrait. La glace devient symbole d'une passivité féminine devant la consommation masculine destructrice du corps féminin. Selon Jean-Paul Gavard Perret la glace est alors « une sorte de métaphore et de transfiguration de ce massacre ».

### Travail sur l'éducation
Angela Marzullo produit en 2008 une vidéo mettant en scène ses propres filles lisant les Lettres Luthériennes de Pier Paolo Pasolini sur les lieux d'enfance de l'artiste. Elle aborde dans cette vidéo la question de la transmission de l'éducation à la jeunesse, notamment dans son angle subversif puisque le point nodal en est la lecture de la vision utopique de Pasolini. Marzullo interroge l'idée de lutte des classes et les théories de éducation.
En 2014 elle expose à l'espace noir de Saint-Imier une installation sur le thème de la sorcière et des « pisseuses »,. Son œuvre se veut dérangeante dans une perspective post punk.
Elle revient sur le thème de l'éducation avec la publication de Homeschooling en 2016, qui donne en rétrospective une vue de ses travaux autour du thème de l'éducation.

## Œuvres
L'œuvre d'Angela Marzullo est diverse, composée de performances, vidéos, photographies, et écrits parfois regroupées dans des monographies. Elle a participé à diverses expositions de par le monde. Elle a été nommée pour les Swiss Art Awards en 2016 et pour le prix suisse de la performance en 2015.

### Expositions
- 2003 : Jouable, art, jeu et interactivité, Genève, Kyoto, Paris[23].
- 2008 : Open House, Genève (Suisse).
- 2007 : Utopiana, Erevan (Arménie).
- Biennale de l'image en mouvement, Genève, Centre pour l'image contemporaine (Suisse).
- exposition du 23 novembre au 29 décembre 2007 fight never forget : Makita strikes back au Palais de l'Athénée, sale Crosnier Genève.
- L'effet papillon 1989-2007, Genève, Centre d'édition contemporaine (Suisse).
- 2008 : Art Chêne, Chêne-Bougeries (Suisse).
- 2008 : Eternal Tour Rome, Institut Suisse de Rome (Italie).
- 2009 : Blutgeil, Rodeo12, Genève (Suisse).
- 2010 : L'accumulation primitive, Porrentruy, Jura (Suisse).
- 2014 : GVA BOG, Bogota[24].
- En 2017, le Centre de la photographie de Genève retracent le parcours d'Angela Marzullo à travers une exposition intitulée Feminist Energy crisis[25]. du 27 janvier 2017 au 12 mars 2017. Les jalons principaux de son parcours y figurent, et l'artiste livre une performance journalière à partir du découpage du journal Le Monde du jour (Suisse).

### Prix
- 2015 : nommée pour le prix suisse de la performance[26].
- 2016 : nommée pour les Swiss Art Awards[1].

### Catalogues
- 2000 : 1999 Centro Arte Contemporanea Ticino, catalogue d'exposition, éditions Arti Grafiche Salvioni, Bellinzona, p. 38.
- 2004 : Jouable Art, jeu et interactivité, catalogue d'exposition, éditions Haute école d'arts appliqués Genève,  (ISBN 2-8399-0018-1), p. 227 & p. 275,
- 2006 : Ethnic Marketing, catalogue d'exposition, éditions JRP/Ringier,  (ISBN 978-3-905701-88-3), p. 59 : Mi scappa di pipi (installation).
- 2006 : Sur Papier, catalogue d'exposition, éditions Dasein,  (ISBN 2-9526054-1-6), p. 72.
- 2007 : Nicole Brenez et Hélène Fleckinger, Fight Never Forget, poster, éditions Salle Crosnier, Palais de l'Athénée, Genève.
- 2007 : Tissu 4, revue Tissu, éditions: Tissu Genève, p. 44 à 48.
- 2008 : 05/06/07/ Villa du Parc, éditions Villa du Parc, Centre d'art contemporain, Annemasse, p. 13.
- 2008 : Le plus beau coucher de soleil, livre et DVD, éditions Dasein, (ISBN 978-2-918543-00-8).
- Nicole Brenez, États généraux du film documentaire lussas 17-23 août 2008, Performing SCUM Manifesto (vidéo) catalogue du festival, éditions Ardéche Images Association,  (ISBN 2-910572-10-2), p. 19.
- 2008 : New York 2007 12, Internationale Kurzfilmtage Winterthur 5-9.11.2008, film, p. 73.
- 2009 : Sombre Desseins / Dark Designs, éditions Maison d'Ailleurs, Yverdon, p. 8 et 29.
- 2010 : Florence Marguerat, Artistes à Genève, éditions Notari et L'Aapage,  (ISBN 978-2-940408-15-3), p. 410 à 411.
- 2010 : Accademia delle Accademie a cura di Shara Wasserman, éditions arte'm,  (ISBN 978-88-569-0123-8), p. 27.
- 2010 : Journal A3 The SwissCube#2 Work Sex Shop, éditions Nero & Istituto Svizzero di Roma.
- 2011 : HIC 04, 1re édition d'avril 2011, éditions Dasein, p. 1 à 6.
- 2012 : Eternal Tour, éditions Eternal tour Genève, p. 32.
- 2012 : Bite cul nichons & chatte, Sexocide, éditions : Ripopée, Nyon, p. 2 à 3, 158 et 159.
- 2012 : Lucca film festival Concorso, La crise de l'éducation, vidéo 6 min, éditions Titivillus,  (ISBN 978-88-7218-352-6), p. 74.
- 2013 : sous la direction de Noémie Etienne et Agnès Vannouvong, À bras le corps Nicole Brenez, Posters pour chambres de petites filles en hommage à Angela Marzullo, born 1971, Anna Cestelli Guidi et Benedetta Cestelli Guidi, Makita's evidence. Que reste-t-il d'une performance une fois qu'elle est terminée?, éditions Les presses du réel,  (ISBN 978-2-84066-510-6), p. 188 à 199[27].
- 2015 : Scream Scape éditions Clinamen, p. 2.
- 2015 : Svilluppo - Parallelo, Éditions Stella Maris & Viavai, p. 32 à 33.
- 2015 : Hillary Robinson, Feminism Art Theory, éditions Wiley Blackwell,  (ISBN 978-1-118-36059-0), p. 287.
- 2016 : Swiss Art Awards, éditions Bundesamt für Kultur, p. 66.
- 2016 : Keywords, Maria Rosa Sossai, Educationnal, L'arte expressa dalle donne e la funzione pedagogica della cura, éditions Franco Angeli,  (ISBN 978-88-917-4012-0), p. 164 à 175.
- 2016 : Guide Contemporain, éditions Fondation Lémanique pour l'art Contemporaine,  (ISBN 978-28399-1983-8), p. 134.
- 2016 : P.I.G.S.
- 2016 : Swiss Art Awards 2016, 14-19 juin, p. 66.

### Monographie
- 2014 : Makita Sisters / drawings by Angela Marzullo, éditions Ripopée, mars 2014 séries limitées de 100 copies[28].
- 2016 : Homeschooling, éditions Nero, (ISBN 978-88-97503-86-6), 229 pages[29].